# Daniel Ridgway Knight

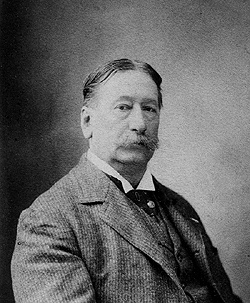
Daniel Ridgway Knight

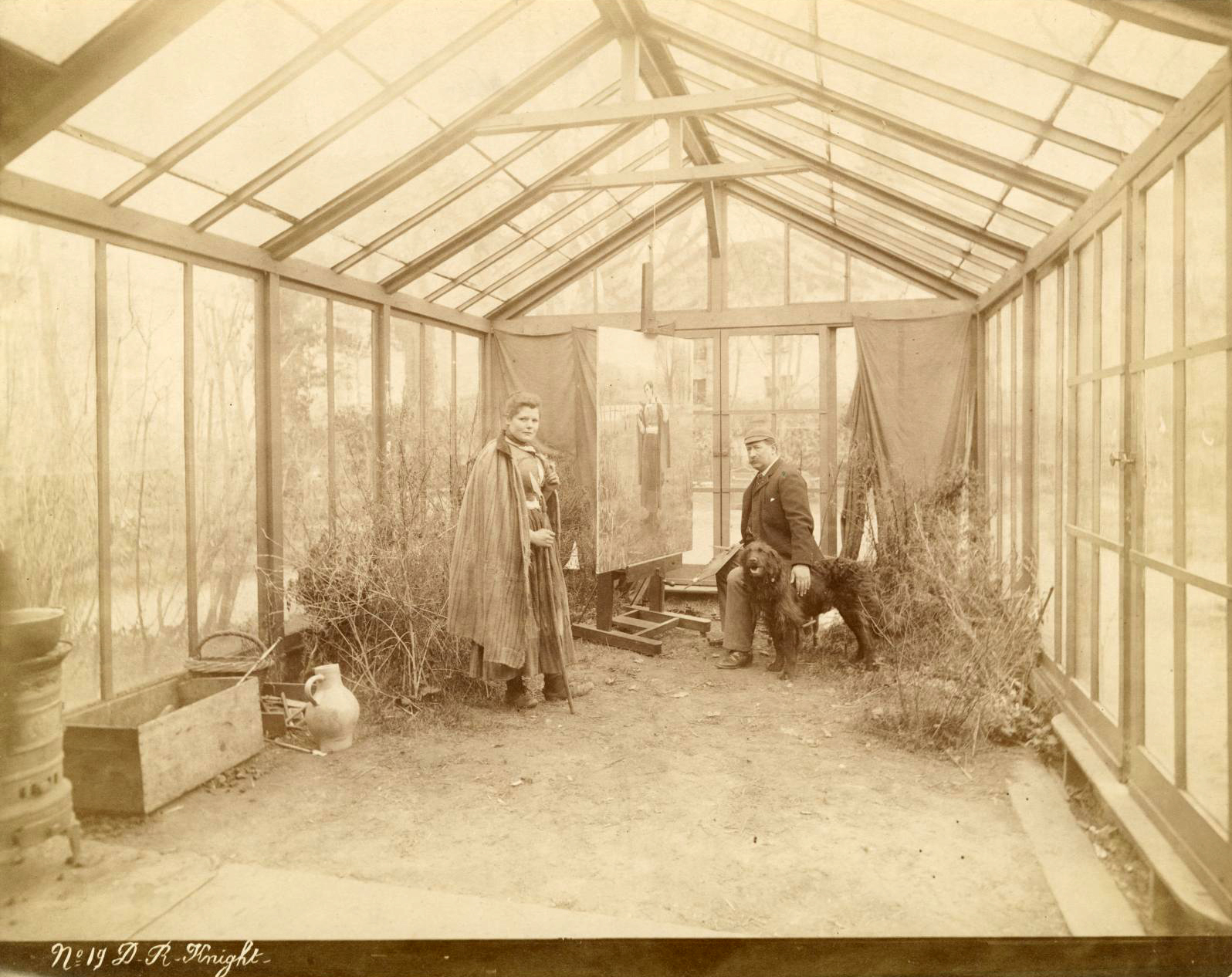
Daniel Ridgway Knight

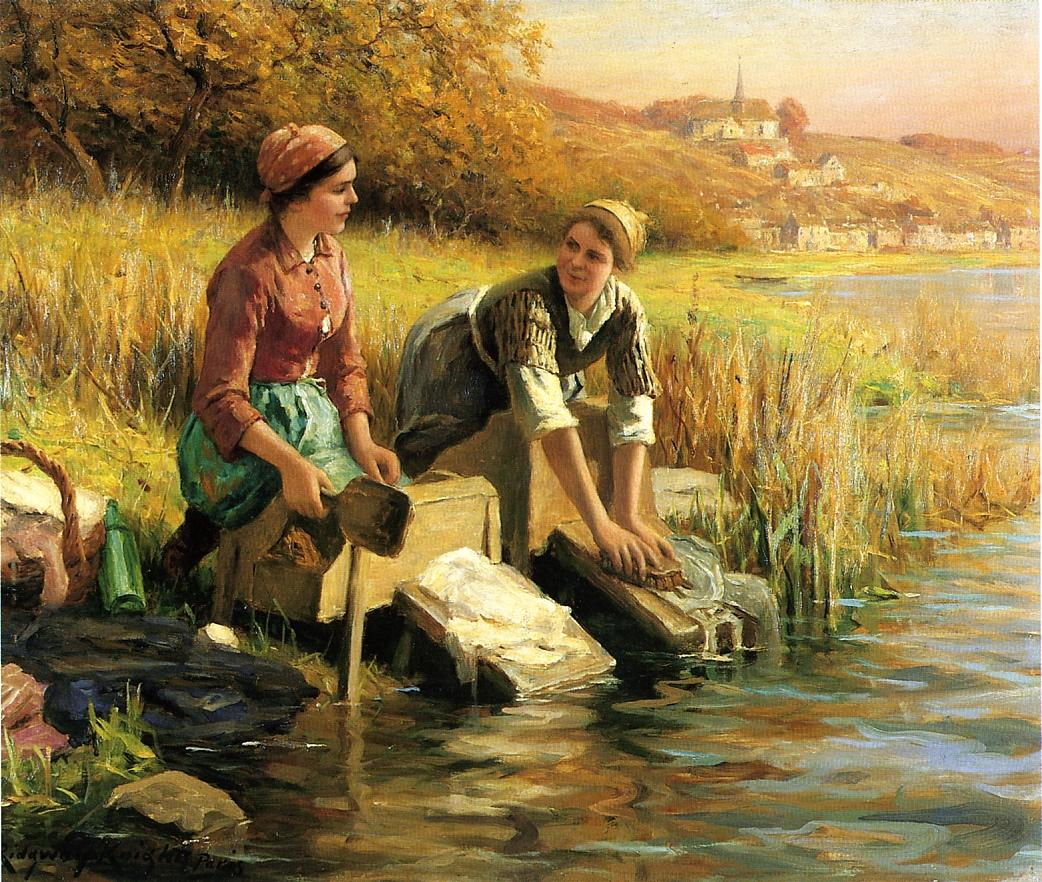
Women Washing Clothes

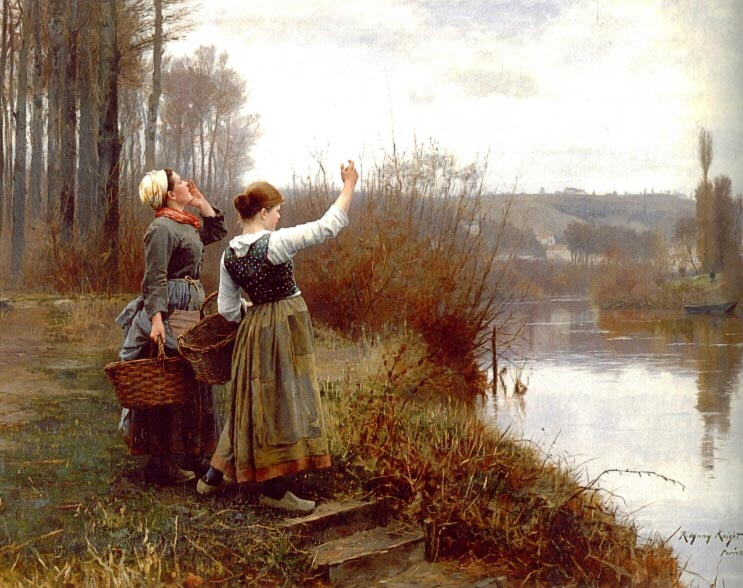
Hailing the Ferry

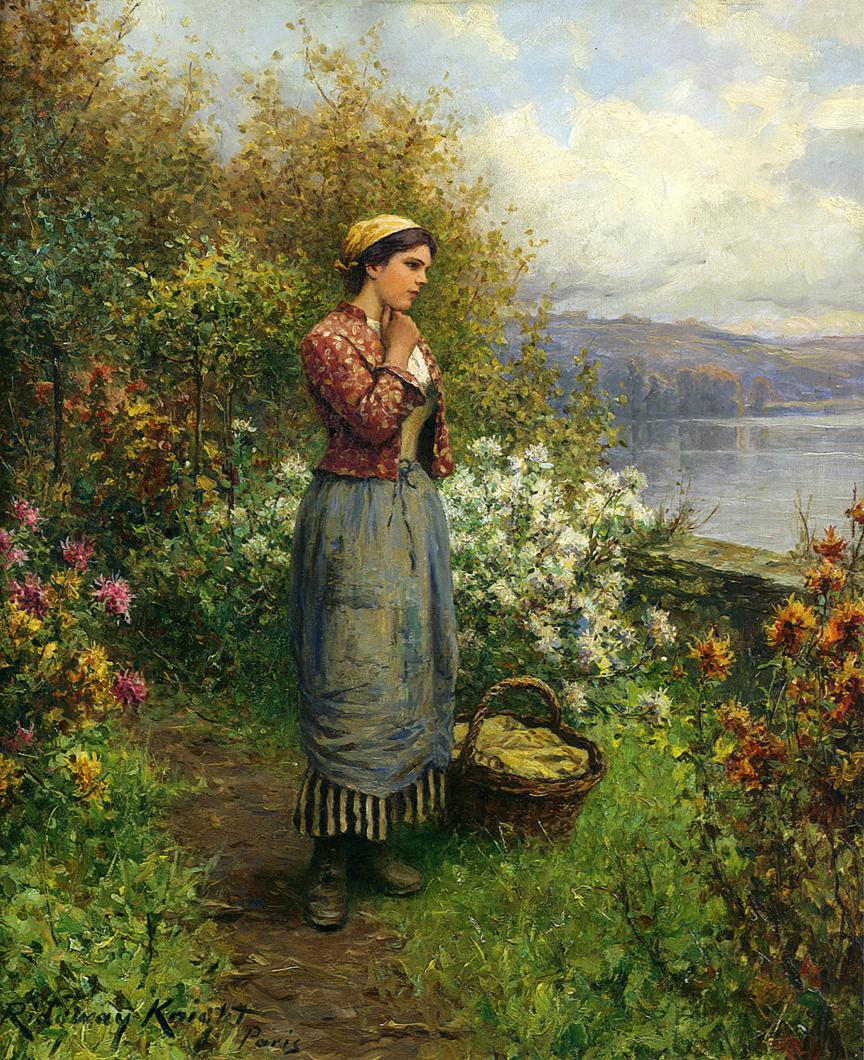
Julia on the Terrace, 1909

Daniel Ridgway Knight (ur. 15 marca 1839, zm. 9 marca 1924) – amerykański malarz naturalista.
Urodził się w Pensylwanii. Uczył się i wystawiał w Akademii Sztuk Pięknych w Filadelfii, jego nauczycielami byli Mary Cassatt i Thomas Eakins. W 1861 wyjechał do Paryża na studia w École des Beaux-Arts w klasie Alexandre Cabanela, praktyki miał w pracowni Charlesa Gleyre. Po powrocie do Ameryki służył w czasie wojny secesyjnej w wojskach Unii. W 1871 ożenił się z Rebeccą Morris Webster i po ślubie zaczął pracować jako malarz portrecista w celu zapewnienia środków na powrót do Francji. W następnym roku państwo Knight na stałe opuścili Stany Zjednoczone i zamieszkali w Poissy nad Sekwaną.
Daniel Knight malował głównie sceny wiejskie, ilustrujące życie chłopów, wypoczynek i pracę na łonie przyrody. Jego modelkami były najczęściej młode kobiety przedstawiane wśród kwiatów i nad wodą. Przyjaźnił się z malarzami francuskimi, szczególnie z Jeanem Meissonier.
Artysta wystawiał w paryskim Salonie i Monachium, otrzymując kilkakrotnie medale i wyróżnienia. W 1889 i 1914 został odznaczony Legią Honorową. Zmarł w Paryżu w 1924. Jego syn Aston Knight (1873–1948) był znanym malarzem pejzażystą.

## Wybrane prace dostępne w kolekcjach publicznych
- The Burning of Chambersburg, Pennsylvania (1867) – The Washington County Museum of Fine Arts, Hagerstown,
- Scene from Faust – Arizona State University Art Museum, Tempe,
- Peasants Lunching in a Field (1875) – Chrysler Museum, Norfolk,
- Market at Poissy (1876) – The Museum at Drexel University, Filadelfia,
- At the Well (1880) – Brooklyn Museum, Brooklyn, Nowy Jork,
- Waiting for the Ferry (1885) – Heckscher Museum of Art, Huntington, Nowy Jork,
- Noonday Meal (1887) – Haggin Museum, Stockton,
- Hailing the Ferry (1888) – Pennsylvania Academy of the Fine Arts, Filadelfia,
- The Water Carriers (1892) – Detroit Institute of Arts, Detroit,
- The Shepherdess (1896) – Brooklyn Museum, Brooklyn, Nowy Jork,
- The Trysting Place – Haggin Museum, Stockton,
- Springtime – Albright-Knox Art Gallery, Buffalo,
- The Gossips – The Pennsylvania Academy of the Fine Arts, Filadelfia,
- Noonday Meal – Carnegie Museum of Art, Pittsburgh,
- Life is Sweet – Butler Institute of American Art, Youngstown,
- Landscape at Swickley PA. – Springville Museum of Art, Springville,
- The Idler – Columbus Museum of Art, Columbus,
- Girl by a Stream – Minneapolis Institute of Art, Minneapolis,
- The Roses – J.B. Speed Museum, Louisville,
- The Letter – Joslyn Art Museum, Omaha,
- French Thrift – Joslyn Art Museum, Omaha.